# Seilreiter

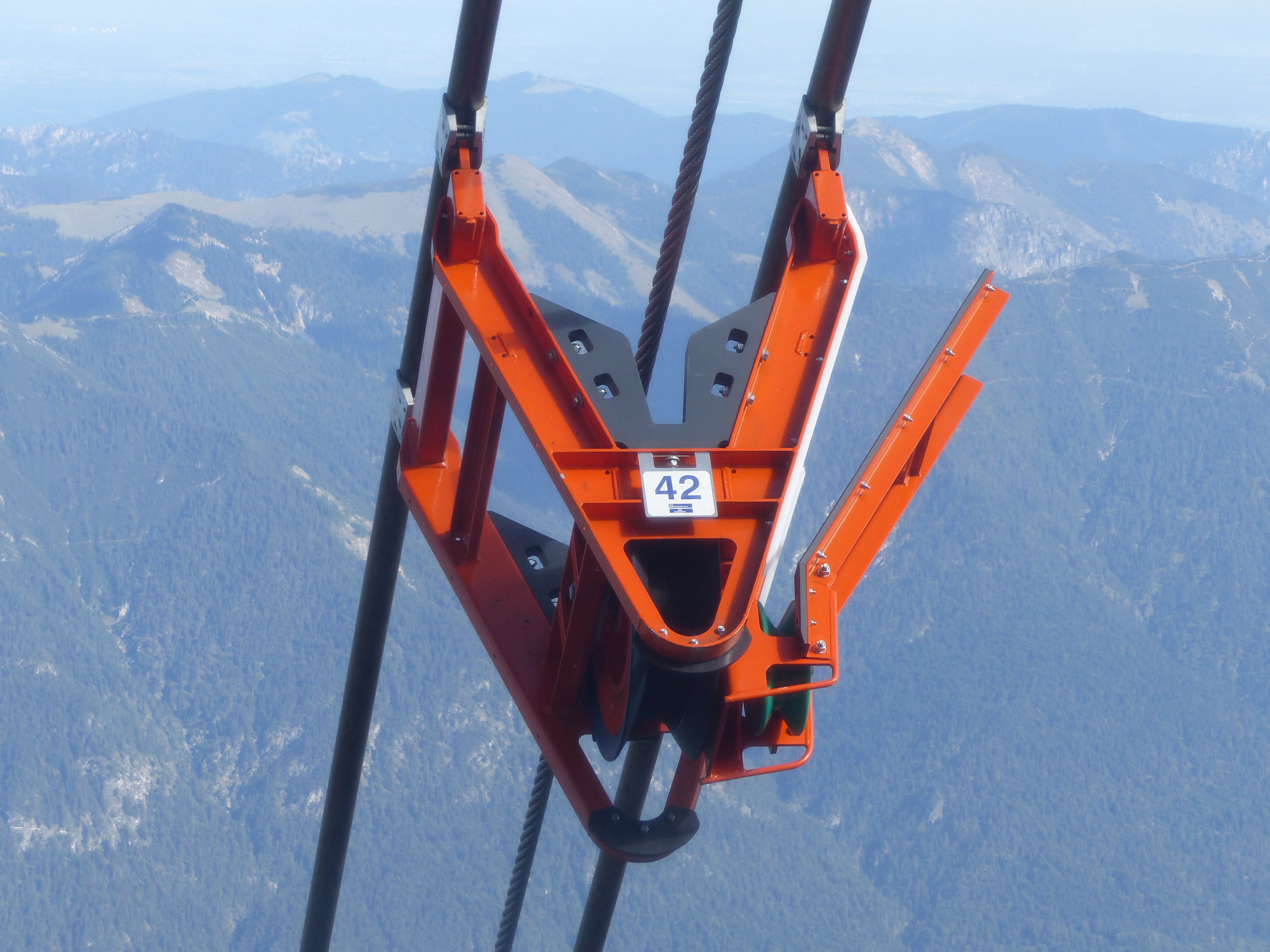
V-förmiger Seilreiter bei der Pendelseilbahn Zugspitze (rechts unten die leere Rolle für das Zugseil der Bergungsgondel)

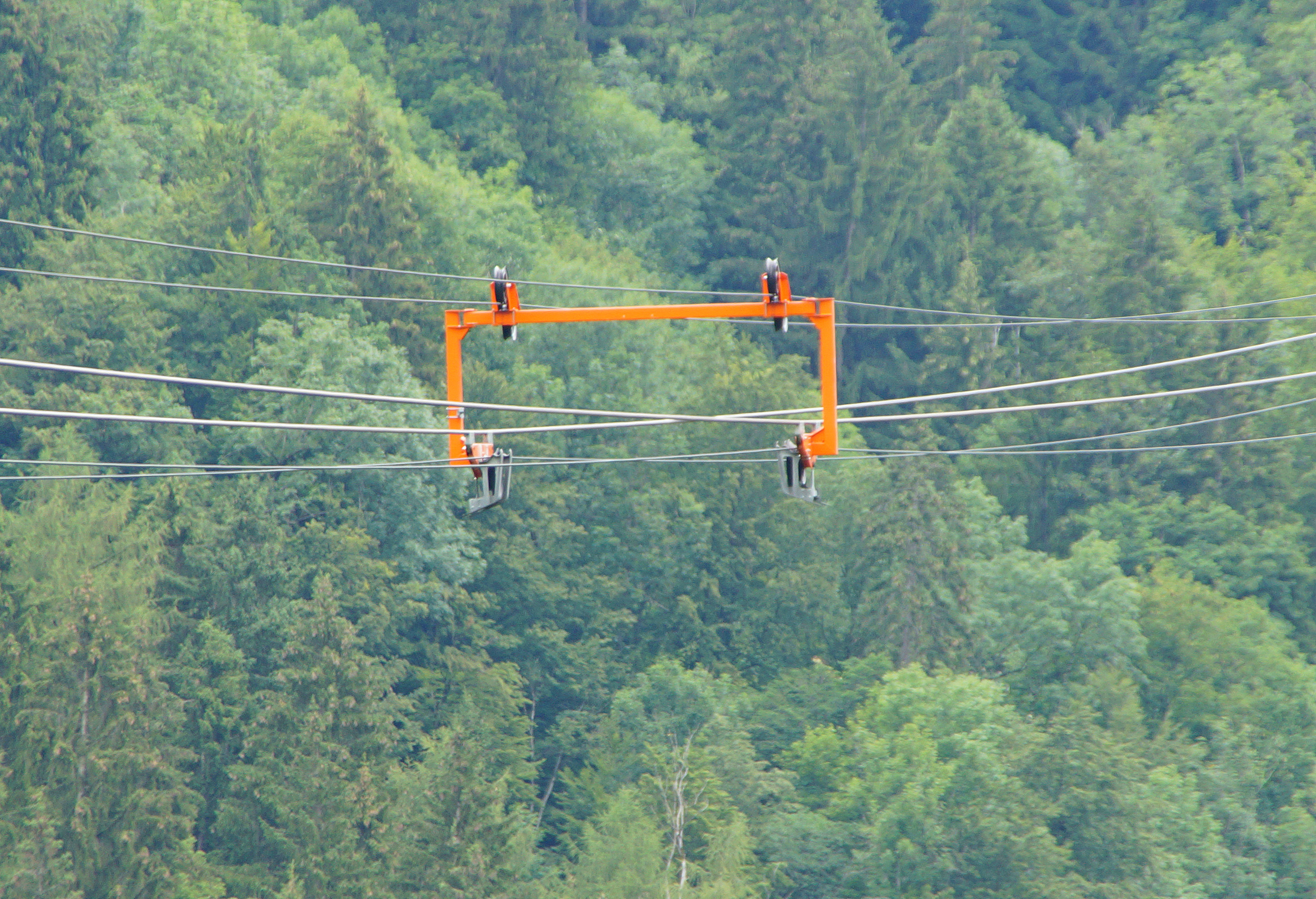
Π-förmiger Seilreiter bei der Bezauer Seilbahn (Funifor)

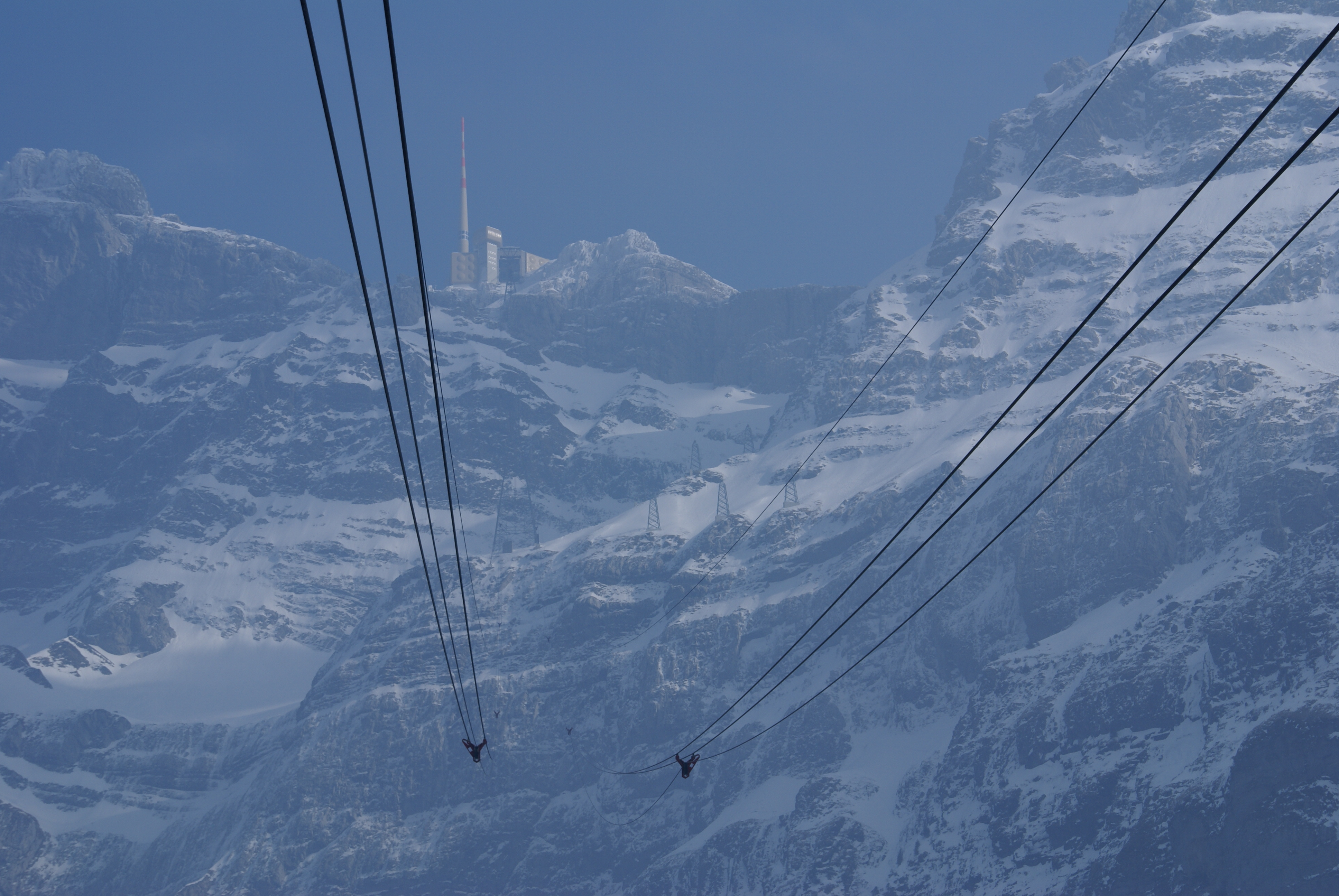
Blick von der Luftseilbahn Säntis zur Bergstation. Gut erkennbar die V-förmigen Seilreiter

Ein Seilreiter ist eine technische Konstruktion, die verhindert, dass ein Zug- bzw. Gegenseil einer Seilbahn zu tief durchhängt, indem es in etwa der Höhe des Tragseiles gehalten wird.
Der Seilreiter wird bei Seilbahnsystemen mit einem oder mehreren Tragseilen und einem oder mehreren Zugseilen (Gegenseilen) verwendet (z. B. Materialseilbahnen, Pendelbahnen, Funifor etc.).

## Ausführungsformen
Seilreiter können ausgeführt werden:
- als vom Fahrbetriebsmittel (z. B. Kabine) bzw. der Last durchfahrbare Konstruktionen (bei Pendel- und Materialseilbahnen) oder
- als nicht durchfahrbare Konstruktionen.

Ein Seilreiter ist montiert:
- oberhalb des bzw. der jeweiligen Tragseile (bei Funiforen) oder
- unterhalb des bzw. der jeweiligen Tragseile (bei Pendelbahnen).

Der Seilreiter ist ausgeführt:
- L-förmig bei Seilbahnen, die pro Fahrspur (Fahrbahn) nur ein Tragseil haben, oder er hängt direkt unter dem Tragseil (nicht durchfahrbarer Seilreiter)
- V-förmig bei Seilbahnen mit zwei Tragseilen
- Π-förmig beim Funifor.

Wird das Zugseil von Bergungsgondeln ebenfalls über die Seilreiter geführt, so haben diese dafür oft einen seitlichen Ausleger mit einer leeren Seilrolle, siehe Abbildung.
Bei Seilbahnen mit mehr als einem Tragseil pro Fahrbahn dient der Seilreiter auch als Abstandshalter zwischen den Tragseilen.
Die Längsabstände zwischen den Seilreitern entlang der Fahrbahn sind je nach Situation unterschiedlich. Damit soll verhindert werden, dass die Seile aufschwingen können. In den Bereichen der Fahrbahn, in denen stärkere Windstöße zu erwarten sind, sind die Seilreiter enger zu setzen.
Seilreiter werden teilweise in Signalfarben lackiert, so dass sie auch zur Markierung der Seilbahn als Luftfahrthindernis dienen können.
Seilreiter können auch als Tragkonstruktion für eine Wetterstation dienen (z. B. bei der Karrenseilbahn. Beim Matterhorn glacier ride befindet sich im Spannfeld zwischen den Stützen Nr. 2 und 3 ein Windmessgerät, das durch Photovoltaikmodule versorgt wird).

## Vorteile
Seilreiter verhindern primär ein zu großes Durchhängen des Zug- bzw. des Gegenseiles. Daraus ergeben sich weitere Vorteile wie z. B.:
- bessere Windstabilität, die Seilbahn kann länger bei Wind betrieben werden, weil das Zug- bzw. Gegenseil bei Seitenwind nicht stark ausgelenkt werden kann,
- Schwankungen der Zugkraft durch das Zugseil können besser ausgeglichen werden, weil beim Anfahren der Kabinen / Lasttransportwagen das Zugseil nicht erst aus dem Durchhang herausgezogen (gespannt) werden muss,
- Überschläge zwischen Trag- und Zugseil können verhindert werden, weil kein großer Durchhang des Zugseiles besteht, der in Schwingung versetzt werden kann,
- bei Materialseilbahnen bzw. bei Materialtransporten bei Pendelbahnen kann mit Seilreitern auch die Gefahr des Hängenbleibens des Zugseils am transportierten Stückgut (z. B. am Baumstamm) oder an noch stehenden Bäumen verhindert werden.

## Gefahren
Seilreiter dienen nicht nur der Sicherheit von Seilbahnen, sie können unter Umständen auch die Sicherheit beeinträchtigen. So kann es z. B. durch das Streifen einer Bremsbacke zur Fehlauslösung einer Tragseilbremse kommen.
Bei einem Zwischenfall bei der Seilbahn im Skigebiet Ahorn in Mayrhofen im Zillertal (Tirol) kam es wegen eines lockeren Seilreiters zur mehrtägigen Stillsetzung der Seilbahn.

## Inspektion und Wartung
Im Bereich der Befestigung der Seilreiter auf dem Tragseil bestehen erhöhte punktuelle Belastungen. Seilreiter und die Befestigungspunkte sind daher bei der monatlichen und jährlichen Wartung der Seilbahn besonders zu kontrollieren und die Seilreiter bei Bedarf entlang des Tragseiles zu versetzen.

## Beispiel
Bei der Seilbahn Zugspitze befinden sich auf jeder der über 4 Kilometer langen Fahrbahnen 21 Seilreiter, die jeweils leuchtend orange lackiert sind und etwa 200 kg pro Stück wiegen:
- auf der östlichen Fahrbahn:
  - 15 Seilreiter oberhalb der (einzigen) Stütze
  - 6 Seilreiter unterhalb der Stütze
- auf der westlichen Fahrbahn:
  - 14 Seilreiter oberhalb der Stütze
  - 7 Seilreiter unterhalb der Stütze.

Die Matterhorn glacier ride in Zermatt verfügt über 70 Seilreiter.